# Grubišno Polje
Grubišno Polje è una città della Croazia, nella regione di Bjelovar e della Bilogora.